# Никольский (Ракитянский район)
Никольский — хутор в Ракитянском районе Белгородской области. Входит в состав Нижнепенского сельского поселения.

## География
Находится в северо-западной части Белгородской области, в лесостепной зоне, в пределах юго-западных отрогов Орловско-Курского плато Среднерусской возвышенности, на расстоянии примерно 16 километров (по прямой) к северо-северо-востоку от Ракитного, административного центра района. Абсолютная высота — 159 метров над уровнем моря.

### Климат
Климат характеризуется как умеренно континентальный, с относительно холодной зимой и продолжительным засушливым летом. Среднегодовая температура воздуха — 6,1 °C. Средняя температура воздуха самого холодного месяца (января) — −8,3 °C (абсолютный минимум — −36 °C); самого тёплого месяца (июля) — 20,4 °C (абсолютный максимум — 38 °C). Годовое количество атмосферных осадков — 504 мм, из которых 350 мм выпадает в период с апреля по октябрь.

### Часовой пояс
Хутор Никольский как и вся Белгородская область, находится в часовой зоне МСК (московское время). Смещение применяемого времени относительно UTC составляет +3:00.

## Население
| 2002 | 2010 |
| ---- | ---- |
| 26   | ↘10  |

### Половой состав
По данным Всероссийской переписи населения 2010 года в гендерной структуре населения мужчины составляли 50 %, женщины — соответственно также 50 %.

### Национальный состав
Согласно результатам переписи 2002 года, в национальной структуре населения русские составляли 100 %.